# Xanthophenax concolor
Xanthophenax concolor là một loài tò vò trong họ Ichneumonidae.